# Tamar Tumanian
Tamar Tumanian en armenio Թամար Թումանյան (Tiflis, 10 de mayo de 1907 - Ereván 11 de noviembre de 1989) fue una arquitecta armenia.

## Biografía
Fue hija del poeta y escritor Hovhannés Tumanian y de Olga Machkalian. Recibió su educación primaria en la Escuela Gayane de Tiffany en Tiflis. Egresó como arquitecta del Instituto Politécnico de Ereván.

## Trayectoria
En 1933 trabajó en el estudio del arquitecto Alexander Tamanian, autor principal del plano de la ciudad de Ereván.
Desde 1935 fue miembro de la Unión de Arquitectos de Armenia.
Entre 1966 y 1989 dirigió la Casa-Museo Hovhannés Tumanian, donde re creó el “Vernatún” (“altillo”, donde su padre se reunían con los intelectuales más famosos de la época). Creó también la imagen panorámica del  “Valle de Lorrí”, seguida de los sonidos de la ópera “Anush” de Armén Tigranian.
En 1977 se le otorgó el título de “Figura emérita de la cultura de Armenia”.

## Obras
- Edificio residencial en Kanakerr (Ereván)
- Edificio residencial de la fábrica N.º 447, Ereván
- Dormitorios de la fábrica N.º 447, Ereván
- Edificio de la administración Meteorológica, Ereván
- Hotel en Sisián
- Participó en los trabajos de proyectos de la Casa de Recepciones del Gobierno en Ereván y en el Teatro de Ópera y Ballet “Alexander Spendiarian”.